# 블라인드 윌리 존슨
블라인드 윌리 존슨(영어: Blind Willie Johnson, 1897년 1월 25일 ~ 1945년 9월 18일)은 미국의 가스펠 블루스 가수이자 기타리스트, 전도사이다. 1927년부터 1930년까지, 총 3년간 발매한 30곡의 노래는 강력한 흉성 사용과 슬라이드 기타 기술, 그리고 수 세대에 걸쳐 후대 음악가들에게 영향을 준 독창성의 결합을 보여주는 획기적인 노래로 평가받는다. 하지만 여생을 거리 공연자이자 전도사로 활동하면서 음반을 많이 팔았음에도 불구하고 풍족하게 살지는 못하였다. 또한 삶에 대해 제대로 기록된 것이나 밝혀진 바가 거의 없었으나, 시간이 흐르면서 새뮤얼 차터스와 같은 음악 역사가들이 존슨과 오직 다섯 번만 이루어졌던 녹음 활동에 관한 많은 정보를 발굴하였다.
존슨의 음악은 해리 에버렛 스미스의 음반 《Anthology of American Folk Music》이나 블루스 기타리스트 레버런드 게리 데이비스의 노력으로 1960년대부터 재조명을 받기 시작한다. 이후 많은 노래가 《American Epic: The Best of Blind Willie Johnson》과 차터스가 발매한 음반같은 컴필레이션 음반을 통해 더욱 쉽게 접근할 수 있게 되었다. 이러한 노력 끝에, 존슨은 블루스에서 가장 영향력 있는 음악가 중 한 명으로 인정받고 있으며, 특히 찬송가인 〈Dark Was the Night, Cold Was the Ground〉에서 슬라이드 기타를 연주하는 소리는 높은 평가를 받고 있다. 존슨의 다른 노래로는 〈Jesus Make Up My Dying Bed〉, 〈It's Nobody's Fault but Mine〉, 〈John the Revelator〉 등이 있다.

## 생애

### 어린 시절과 경력
블라인드 윌리 존슨은 1897년 1월 25일 텍사스주 템플 근처에 위치한 비법인지구 펜들턴에서 태어났다. 아버지는 조지 존슨(윌리 존슨 시니어라 하기도 한다)으로 소작인이었으며, 어머니는 1901년에 사망한 메리 필즈다. 블루스 역사가인 스티븐 칼트에 따르면, 존슨네 가족은 적어도 칼이라는 이름의 남동생이 있었으며, 마를린의 농업 부촌으로 이주하여 대부분의 어린 시절을 보냈다. 그곳에서 가족들은 마를린 선교사 침례 교회로 추정되는 곳에 매주 일요일마다 참석하였다. 존슨은 교회에서 지속적으로 영향을 받았으며, 사제 서품식을 하여 침례교 목사가 되어야겠다고 꿈을 키웠다. 한편, 존슨이 다섯 살이었을 때 아버지는 존슨에게 첫 악기로 시거 박스로 만든 기타를 선물해주었다.
존슨은 선천적인 시각 장애는 아니지만, 어렸을 때 장애를 가지게 되었다. 어떻게 시력을 잃었는 지에 대해서는 불확실하지만, 존슨의 전기 작가들은 대부분 7살 때 의붓어머니가 눈을 멀게 하였다는 주장에 동의한다. 자신이 존슨의 과부라고 주장하는 앤절린 존슨이 처음으로 언급한 이 이야기는 존슨의 아버지가 계모의 불륜 행위에 격렬하게 반응하였고, 말다툼을 하는 동안 계모가 윌리의 눈에 양잿물을 부어 영원히 눈을 멀게 했다는 것이다. 이 외에 존슨이 1905년 8월 30일 텍사스에서 부분적으로 관찰할 수 있었던 개기일식을 잘못 보았다가 눈을 손상하였고, 또 잘못된 안경을 끼는 바람에 시력을 잃게 되었다는 설도 있다.

## 음악 스타일
존슨은 블루스, 특히 가스펠 블루스에 있어서는 달인 중 한 명으로 꼽힌다. 동시대에 활동한 블라인드 레몬 제퍼슨처럼 블루스의 표현력을 찬송가집에서 얻은 자신의 종교적인 메시지로 변환시켰다. 컴필레이션 음반 《The Complete Blind Willie Johnson》의 라이너 노트에 "사실 존슨은 전통적인 의미에서 봤을 때에는 블루스 가수가 아니다. 그러나 그의 가차없는 기타 리듬과 거칠고 고집스러운 목소리, 그리고 블루스 가수이 지닌 사납고도 강렬함처럼 많은 유사성을 가지고 있다. 이는 곧 서로를 만들어낸 사회의 거울에 각자의 모습이 비치는 꼴이 되도록 한 것과 같다."고 썼다.

## 같이 보기
- 블라인드 윌리 존슨의 노래 목록